# Saison 13 de NCIS : Enquêtes spéciales
Chronologie
Saison 12 Saison 14
Cet article présente le guide des épisodes de la treizième saison de la série télévisée américaine NCIS : Enquêtes spéciales (NCIS).

## Distribution

### Acteurs réguliers
- Mark Harmon (VF : Hervé Jolly) : Leroy Jethro Gibbs, chef d'équipe du NCIS
- Michael Weatherly (VF : Xavier Fagnon) : Anthony "Tony" DiNozzo Jr., agent spécial du NCIS
- Pauley Perrette (VF : Anne O'Dolan) : Abigail Sciuto, experte scientifique du NCIS
- Sean Murray (VF : Adrien Antoine) : Timothy McGee, agent spécial du NCIS
- Brian Dietzen (VF : Christophe Lemoine) : Jimmy Palmer, médecin légiste assistant du NCIS
- Emily Wickersham (V.F. : Barbara Beretta) : Eleanor « Ellie » Bishop, agent spécial du NCIS
- Rocky Carroll (VF : Serge Faliu) : Leon Vance, directeur du NCIS
- David McCallum (VF : Michel Le Royer) : Donald Mallard, médecin légiste du NCIS

### Acteurs secondaires et invités
- Muse Watson : Mike Franks (épisode 1)
- Jon Cryer : Dr Cyril Taft (épisodes 1, 8 et 16[1])
- Leslie Hope : Sarah Porter, secrétaire d'état de la Navy (épisodes 4 et 15)
- Jamie Bamber : Jake Malloy, avocat de la NSA, mari d'Ellie (épisodes 6, 9 et 11)
- Margo Harshman : Delilah Fielding (épisodes 6 et 17)
- Joel Gretsch : Agent spécial du NCIS Stan Burley (épisode 8)
- Scottie Thompson : Jeanne Benoit[2] (épisodes 8 et 16)
- Lindsay Wagner : Barbara Bishop, mère d'Ellie[3] (épisodes 9 et 10)
- Joe Spano (VF : Patrick Raynal) : Tobias C. Fornell (épisodes 10, 15 et 21 à 24)
- Laura San Giacomo : Dr Grace Confalone[1] (épisodes 16, 18 et 24)
- Robert Wagner (VF : Dominique Paturel) : Anthony DiNozzo Sr. (épisodes 19 et 24)
- Alan Dale : Tom Morrow, chef de division de la sécurité intérieure (épisode 21)
- Michelle Obama (VF : Annie Milon) : elle-même[4] (épisode 22)
- Juliette Angelo : Emily Fornell (épisode 22 à 24)
- David Dayan Fisher : Trent Kort, agent de la CIA (épisodes 23 et 24)
- Sarah Clarke : Agent spécial du FBI Tess Monroe[5] (épisodes 23 et 24)
- Duane Henry (VF : Jean-Baptiste Anoumon) : Clayton Reeves[6] (épisodes 23 et 24)

#### Invités deNCIS: Nouvelle-Orléans
- Scott Bakula : Dwayne Pride, agent spécial du NCIS (épisode 12)
- Lucas Black : Christopher LaSalle, agent spécial du NCIS (épisode 12)
- Zoe McLellan : Meredith « Merri » Brody, agent spécial du NCIS (épisode 12)
- Shalita Grant : Sonja Percy, agent spécial de l'ATF (épisode 12)

## Production
Le 11 mai 2015, la série est renouvelée pour une treizième saison, elle comporte 24 épisode et est diffusée du 22 septembre 2015 au 17 mai 2016 sur CBS.
En Suisse, la série est quant à elle diffusée du 18 février 2016 au 13 octobre 2016 sur RTS Un.
En France, la série est diffusée du 20 mai 2016 au 10 février 2017 sur M6.
L'épisode 18 marque le 300e épisode de la série.
L'épisode 12, marque un crossover avec NCIS : Nouvelle-Orléans qui se termine dans le douzième épisode de la deuxième saison.
Margo Harshman, Muse Watson, Alan Dale, Joe Spano, Robert Wagner et David Dayan Fisher sont revenus dans un ou plusieurs épisodes de cette saison.
Laura San Giacomo, qui joue Grace Confalone, la psychologue que va voir Gibbs au cours de la saison, apparait pour la première fois dans le seizième épisode de la saison, elle apparaitra par la suite dans les saisons suivantes.
Le dernier épisode de la saison, marque le dernier épisode de Anthony DiNozzo Junior, interprété par Michael Weatherly, qui démissionne après la mort présumée de Ziva et la découverte de sa fille Tali. Ce départ avait été annoncé en janvier 2016 par l'acteur.
Duane Henry, qui interprète Clayton Reeves, apparait dans les deux derniers épisodes de la saison, il deviendra acteur principal lors de la prochaine saison.

## Épisodes

### Épisode 1:D'entre les morts
- États-Unis /  Canada : 22 septembre 2015[9]
- Suisse : 18 février 2016 sur RTS Un[10]
- France : 20 mai 2016 sur M6[11]

- États-Unis : 18,19 millions de téléspectateurs[12]
- Canada : 2,69 millions de téléspectateurs[13] (première diffusion + différé 7 jours)
- France : 3,52 millions de téléspectateurs[14] (première diffusion)

- Mimi Rogers : Joanna Teague, officier de la CIA
- Jon Cryer : Dr Cyril Taft
- Muse Watson : Mike Franks
- Daniel Zolghadri : Luke Harris
- Giles Matthey : Daniel Budd
- David Andrews : Errol Coyne, secrétaire de la défense nationale
- Adetokumboh McCormack : Matthew Rousseau
- Kenny Leu : Kenny Young, officier de la CIA
- Hector Hugo : Commandant de la Navy Fred Lewis
- Katie Roberts : Enseigne Joni Ryan
- Mila Brener : Kelly Gibbs
- Kent Shocknek : Guy Ross, reporter de ZNN
- Jim Lau (Vieux vendeur)
- Donnabella Mortel : Infirmier de la Navy

### Épisode 2:Une affaire personnelle
- États-Unis /  Canada : 29 septembre 2015
- Suisse : 25 février 2016 sur RTS Un
- France : 27 mai 2016 sur M6

- États-Unis : 16,53 millions de téléspectateurs[15]
- Canada : 2,61 millions de téléspectateurs[16] (première diffusion + différé 7 jours)
- France : 3,13 millions de téléspectateurs[17] (première diffusion)

- Robert Knepper : Benson Long
- John Gabriel : Agent spécial de la DEA Luis « Mitch » Mitchell
- Billy Lush : Fisher Hyland
- Darin Cooper : Roy Evans
- Nefetari Spencer : Agent immobilier
- Myles Grier : Homme surpris

### Épisode 3:Incognito
- États-Unis /  Canada : 6 octobre 2015
- Suisse : 3 mars 2016 sur RTS Un
- France : 3 juin 2016 sur M6

- États-Unis : 16,87 millions de téléspectateurs[18]
- Canada : 2,57 millions de téléspectateurs[19] (première diffusion + différé 7 jours)
- France : 3,16 millions de téléspectateurs[20] (première diffusion)

- Bart Johnson : Lieutenant de marine Dean Hudson
- Stephanie Koenig : Lauren Hudson
- George Wyner (Randall Worthington)
- Elyse Mirto : Colonel de marine Stefanie Collier
- Jason E. Kelley : Sergent de marine instructeur Ramsey Dillon
- Demetrius Joyette : Caporal de marine Jonathan Zee
- Krys Marshall : Suzy
- Blaine Miller : Patrick Wigg, soldat marine de première classe

### Épisode 4:Un partenaire particulier
- États-Unis /  Canada : 13 octobre 2015
- Suisse : 10 mars 2016 sur RTS Un
- France : 24 juin 2016 sur M6

- États-Unis : 16,04 millions de téléspectateurs[21]
- Canada : 2,52 millions de téléspectateurs[22] (première diffusion + différé 7 jours)
- France : 2,90 millions de téléspectateurs[23] (première diffusion)

- Leslie Hope : Sarah Porter, secrétaire d'état de la Navy
- Eric Matheny : Agent du NCIS en retraite Kip Klugman
- Gregory Scott Cummins : Kobe "Beef" Carver ("L'éléphant" en V.F.)
- Heather Mazur (Laura Strike-DePalma)
- Edward "Grapevine" Fordham Jr. : "Lump" alias le gros homme ("Balourd" en V.F)
- Brett DelBuono : Matelot Brian Dokes
- Diandra Lyle : Détective de la police d'Alexandria Karen Stradivarius

### Épisode 5:Abby contre-attaque
- États-Unis /  Canada : 20 octobre 2015
- Suisse : 17 mars 2016 sur RTS Un
- France : 8 juillet 2016 sur M6

- États-Unis : 17,21 millions de téléspectateurs[24]
- Canada : 2,66 millions de téléspectateurs[25] (première diffusion + différé 7 jours)
- France : 3,31 millions de téléspectateurs[26] (première diffusion)

- Lucy Davis : Docteur Janice Brown
- Robert Neary : Travis Cook
- Seana Kofoed : Virginia Wilson, PDG
- David Tom : Maple
- Marcus Henderson : Stu
- Priscilla Barnes : Madame Skalbe
- Ally Maki : Marie Manna
- Nick Gomez : Nicky Jones
- Tony Gonzalez : Agent du NCIS Tony Francis
- Tatiana Chekhova : Reena Deesie
- Alex Stemkovsky : Garde du corps

### Épisode 6:Compromission
- États-Unis /  Canada : 27 octobre 2015
- Suisse : 24 mars 2016 sur RTS Un
- France : 2 septembre 2016 sur M6

- États-Unis : 16,81 millions de téléspectateurs[27]
- Canada : 2,62 millions de téléspectateurs[28] (première diffusion + différé 7 jours)
- France : 3,66 millions de téléspectateurs[29] (première diffusion)

- Kelli Williams : Agent spécial du NCIS Maureen Cabot
- Margo Harshman : Delilah Fielding (1/2)
- Gregory Harrison : Capitaine de la Navy Roland Ebbakey
- Brad Benedict : Lieutenant de la Navy Nick Rossmore
- Kelly Frye : Lieutenant de la Navy Kara Gifford
- Ryan Kennedy : Officier Quartier Maître de première classe en retraite Peter Woodruff
- Andrew Hawkes : Détective de la police métropolitaine Dan Campbell
- Alisha Boe : Farrah Meyers
- Dante Swain : Officier Quartier Maître de deuxième classe Adam Meyers
- Makabe Ganey : Jackson Edward
- Melissa Greenspan : Mère
- Jamie Bamber : Jake Malloy, avocat de la NSA

### Épisode 7:Élémentaire mon cher
- États-Unis /  Canada : 3 novembre 2015
- Suisse : 31 mars 2016 sur RTS Un
- France : 9 septembre 2016 sur M6

- États-Unis : 17,78 millions de téléspectateurs[30]
- Canada : 2,80 millions de téléspectateurs[31] (première diffusion + différé 7 jours)
- France : 2,99 millions de téléspectateurs[32] (première diffusion)

- Jessica Walter : Judith McKnight
- Richard Riehle : Walt Osorio
- Chris Gartin : Jason Tupperman
- Todd Louiso : Lyle Waznicki
- Matthew John Armstrong : Matelot de la Navy Michael Hayes
- Nick Toren : Père de Dwight
- Paul Mabon : Père de Lucas
- Nate Scholz : Matelot de la Navy en retraite Todd Bennett
- Joe Pistone : Gardien de prison
- Lauren Bray : Makaela Hayes
- Iris Almario : Natalie Tupperman
- Mataeo Mingo : Lucas
- Zeb Sanders : Dwight
- Jonathan Salisbury : Stephenson

### Épisode 8:Sauveteurs sans frontières
- États-Unis /  Canada : 10 novembre 2015
- Suisse : 7 avril 2016 sur RTS Un
- France : 16 septembre 2016 sur M6

- États-Unis : 16,68 millions de téléspectateurs[33]
- Canada : 2,60 millions de téléspectateurs[34] (première diffusion + différé 7 jours)
- France : 3,17 millions de téléspectateurs[35] (première diffusion)

- Jon Cryer : Dr Cyril Taft
- Scottie Thompson : Jeanne Benoit
- Joel Gretsch : Agent spécial du NCIS Stan Burley
- David Chisum : Docteur David Woods
- Annie Tedesco : Lieutenant Liz Cortland, docteur de la Navy
- Gabriel Hogan : Commandant des SEAL Pete Grady
- Katie Roberts : Enseigne Joni Ryan, infirmière de la Navy
- Omono Okojie : Bahar Tambai
- Noel Arthur : Ramses
- Sarah Jane Mackay : Rose
- Akuyoe Graha : Vieille femme / Zayah

### Épisode 10:Le Don de soi
- États-Unis /  Canada : 24 novembre 2015
- Suisse : 21 avril 2016 sur RTS Un
- France : 30 septembre 2016 sur M6

- États-Unis : 16,19 millions de téléspectateurs[39]
- Canada : 2,83 millions de téléspectateurs[40] (première diffusion + différé 7 jours)
- France : 3,18 millions de téléspectateurs[41] (première diffusion)

- Joe Spano : T.C. Fornell, agent senior du FBI (1/6)
- Lindsay Wagner : Barbara Bishop
- Ryan Doom : George Bishop
- Patricia Bethune : Paulette Quinn
- Grantham Coleman : Sergent de l'infanterie en retraite Richard Doogan
- Harry Van Gorkum : Alton Brinkman
- Jack Mikesell : Lieutenant de la Navy Alex Quinn
- Stuart McLean : Malcolm Turro
- Eric Nelson : Sean Quinn
- Scott Roe : Marine

### Épisode 11:Jusqu'au bout du monde
- États-Unis /  Canada : 15 décembre 2015
- Suisse : 28 avril 2016 sur RTS Un
- France : 14 octobre 2016 sur M6

- États-Unis : 15,53 millions de téléspectateurs[42]
- Canada : 2,46 millions de téléspectateurs[43] (première diffusion + différé 7 jours)
- France : 3,30 millions de téléspectateurs[44] (première diffusion)

- Jamie Bamber : Jake Malloy, avocat de la NSA
- Adam Campbell : Ducky jeune
- Adam Croasdell : Angus Clarke jeune
- Andy Walken : Nicholas Mallard jeune
- Susan Duerden : Lorraine Mallard
- George Gerdes : Maréchal Nigel Rand
- Kim Robillard : Dwayne Parker
- Jon Beavers : Sam Butler
- Henrietta Meire : Infirmière Cooper
- Nicole J. Butler : Coordinateur
- Christopher Murray : Joseph Mallard
- Sewell Whitney : Nicholas Mallard
- David Carey Foster : Nicholas Mallard
- Tom Billett : Viggo Trellis
- Nikki Leigh : Femme
- Patrick Quinlan : Policier londonien
- Ashlynn Yennie : Fille

### Épisode 12:L'union fait la force
- États-Unis /  Canada : 5 janvier 2016
- Suisse : 5 mai 2016 sur RTS Un
- France : 21 octobre 2016 sur M6

- États-Unis : 18,97 millions de téléspectateurs[45]
- Canada : 2,92 millions de téléspectateurs[46] (première diffusion + différé 7 jours)
- France : 3,40 millions de téléspectateurs[47](première diffusion)

- Scott Bakula : Dwayne Pride, agent spécial du NCIS
- Lucas Black : Christopher Lasalle, agent spécial du NCIS
- Zoe McLellan : Agent spécial Meredith « Merri » Brody
- Shalita Grant : Sonja Percy
- Tyler Ritter : Luca Sciuto
- Lev Gorn : Ambassadeur russe Anton Pavlenko
- Bryan Batt : Dalton Greenbrick, financier de Blye
- Cassidy Freeman : Eva Azarova
- Alex Quijano : Blake Huxley, directeur de la sécurité de Blye
- Wendy Davis : Capitaine de la Navy Kensington Bloom
- Jamie Gray Hyder : Officier Quartier Maître de première classe Heidi Orr
- Abraham Amkpa : Officier Quartier Maître de première classe Feliz Kane
- Ilia Volok : Gros homme
- Samran Chakrabarti : Jenner Blye

L'armée force un avion à se crasher. Tous les passagers sont morts. Selon le manifeste, le frère d'Abby faisait partie du vol.
- Première partie d'un cross-over qui se termine dans le douzième épisode de la deuxième saison de NCIS : Nouvelle-Orléans.
- On apprend qu'Ellie et Jake ont divorcé.

### Épisode 13:Déjà vu
- États-Unis /  Canada : 19 janvier 2016
- Suisse : 12 mai 2016 sur RTS Un
- France : 4 novembre 2016 sur M6

- États-Unis : 17,51 millions de téléspectateurs[48]
- Canada : 2,47 millions de téléspectateurs[49] (première diffusion + différé 7 jours)
- France : 3,71 millions de téléspectateurs[50](première diffusion)

- Mike Bradecich : Adam Connors, analyste de la NSA en retraite
- Shi Ne Nielson : Agent spécial du FBI Daisy Milner
- Stephen Snedden : Jim Murphy
- William Charlton : Jeff Katz, agent de police
- Jean Paul San Pedro : Dan Dacey
- Winston Story : Manny
- Christine Garver : Tiffany Leonne
- Shak Ghacha : Dominick Rubin
- Devin McGinn : Stewart Dorfman
- Leonard Robinson : Jackson, officier de la police métropolitaine
- Morgan Obenreder : Matelot Mary Burk
- Anna Claire Sneed : Jane Murphy
- Jackie Johnson : Chelsea Mills, météorologiste de ZNN

### Épisode 14:De Profundis
- États-Unis /  Canada : 9 février 2016
- Suisse : 19 mai 2016 sur RTS Un
- France : 18 novembre 2016 sur M6

- États-Unis : 16,94 millions de téléspectateurs[51]
- Canada : 2,29 millions de téléspectateurs[52] (première diffusion + différé 7 jours)
- France : 3,62 millions de téléspectateurs[53](première diffusion)

- Maya Stojan : Meredith Ragen
- Greg Serano : Jalen Washington
- Henderson Wade : Sam Harper
- Tim Conlon : Jerry Grossman
- Brett Rice : Capitaine RJ Hammond
- Aaron Hendry : Bob Mugford
- Keston John : Mark Dominquez
- John DeMita : Amiral de la Navy Jorge Morales
- Dahlia Salem : Maria De La Rosa
- Matthew Brenher : Mattias Groller
- David Paladino : Diego De La Rosa, chef de police de la Navy en retraite

### Épisode 15:La Rançon du pouvoir
- États-Unis /  Canada : 16 février 2016
- Suisse : 26 mai 2016 sur RTS Un
- France : 25 novembre 2016 sur M6

- États-Unis : 17,34 millions de téléspectateurs[54]
- Canada : 2,39 millions de téléspectateurs[55] (première diffusion + différé 7 jours)
- France : 3,11 millions de téléspectateurs[56](première diffusion)

- Leslie Hope : Sarah Porter, secrétaire d'état de la Navy
- Joe Spano : T.C. Fornell, agent senior du FBI 2/6
- Christina Chang : Agent spécial du NCIS Valeri Page
- Bruce Thomas : Richard Porter
- Caitlin Carver : Megan Porter
- Jake Borelli : Dean Campbell
- René Ashton : Justine Wolfe
- Brendan McCarthy : Owen Dixon
- Hervé Clermont : Christian Brodrick

### Épisode 16:L'Adieu aux armes
- États-Unis /  Canada : 23 février 2016
- Suisse : 2 juin 2016 sur RTS Un
- France : 2 décembre 2016 sur M6

- États-Unis : 17,47 millions de téléspectateurs[57]
- Canada : 2,36 millions de téléspectateurs[58] (première diffusion + différé 7 jours)
- France : 3,47 millions de téléspectateurs[59](première diffusion)

- Jon Cryer : Dr Cyril Taft
- Scottie Thompson : Jeanne Benoit
- Laura San Giacomo : Dr Grace Confalone (1/3)
- David Chisum : Dr David Woods
- Michael Cram : Agent spécial de l'ATF Earl Kitt
- Jodi Harris : Catherine Taft
- Alice Hunter : Officier Quartier Maître de première classe Janet Shor
- Walter Fauntleroy : Officier Quartier Maître de première classe Lamar Finn
- Max E. Williams : Louis Shekian
- Catherine Kamei : Infirmière Ella

### Épisode 17:Nuit blanche à Washington
- États-Unis /  Canada : 1er mars 2016
- Suisse : 9 juin 2016 sur RTS Un
- France : 9 décembre 2016 sur M6

- États-Unis : 15,44 millions de téléspectateurs[60]
- Canada : 2,45 millions de téléspectateurs[61] (première diffusion + différé 7 jours)
- France : 3,24 millions de téléspectateurs[62](première diffusion)

- Margo Harshman : Delilah Fielding (2/2)
- Lachlan Buchanan : Officier Quartier Maître de deuxième classe James Muldoon
- Shannon Lucio : Amy Harrison
- Virginia Williams : Leah Ramsey
- Saidah Arrika Ekulona : Répartiteur des urgences
- Connie Jackson : Elaine
- Scott Peat : Mitchell Grafton
- Lazarus Jackson : Officier de police de Falls Church

Les plans personnels de l'équipe du NCIS sont interrompus lorsque chacun d'entre eux tiennent des erreurs dans ce qui semble être une simple affaire terminée.

### Épisode 18:Hallelujah
- États-Unis /  Canada : 15 mars 2016
- Suisse : 1er septembre 2016 sur RTS Un
- France : 16 décembre 2016 sur M6

- États-Unis : 15,10 millions de téléspectateurs[63]
- Canada : 2,59 millions de téléspectateurs[64] (première diffusion + différé 7 jours)
- France : 3,32 millions de téléspectateurs[65](première diffusion)

- MusiCorps Band : invité musical
- Taye Diggs : Sergeant marine d'artillerie Aaron Davis
- Laura San Giacomo : Grace Confalone (2/3)
- Samantha Logan : Riley Davis
- Maureen Sebastian : Officier Quartier Maître Elaine Dodd
- Paul Bartholomew : Spencer Dodd
- Christopher Goodman : Agent spécial du NCIS Michael West

### Épisode 19:Un doute raisonnable
- États-Unis /  Canada : 22 mars 2016
- Suisse : 8 septembre 2016 sur RTS Un
- France : 6 janvier 2017 sur M6

- États-Unis : 15,90 millions de téléspectateurs[66]
- Canada : 2,39 millions de téléspectateurs[67] (première diffusion + différé 7 jours)
- France : 3,62 millions de téléspectateurs[68] (première diffusion)

- Robert Wagner : Anthony DiNozzo, Sr. (1/2)
- Melora Walters : Susan Elizabeth Lowe
- Alicia Lagano : JoAnn Allman
- Jama Williamson : Angelina Jennings

### Épisode 20:Charade
- États-Unis /  Canada : 5 avril 2016
- Suisse : 15 septembre 2016 sur RTS Un
- France : 13 janvier 2017 sur M6

- États-Unis : 15,67 millions de téléspectateurs[69]
- Canada : 2,47 millions de téléspectateurs[70] (première diffusion + différé 7 jours)
- France : 3,73 millions de téléspectateurs[71](première diffusion)

- Virginia Williams : Leah Ramsey/Elisabeth Eliot
- Matt McCoy : Senateur Thomas Bransfield
- Jonathan Kells Phillips : Senateur Shawn Kelly
- Ben Giroux : Tony le petit
- Adam Mayfield : Tony le grand
- Sharon Brathwaite : Lisa Marsden
- Brad Lee Wind : Sergent de la police métropolitaine John Dunn
- Daniel Cummings : Hicks, adjoint du shériff

### Épisode 21:L'Espion qu'il aimait
- États-Unis /  Canada : 19 avril 2016
- Suisse : 22 septembre 2016 sur RTS Un
- France : 20 janvier 2017 sur M6

- États-Unis : 14,80 millions de téléspectateurs[72]
- Canada : 2,48 millions de téléspectateurs[73] (première diffusion + différé 7 jours)
- France : 3,13 millions de téléspectateurs[74](première diffusion)

- Joe Spano : T.C. Fornell, agent senior du FBI (3/6)
- Alan Dale : Tom Morrow, chef de division de la sécurité intérieure
- Vince Nappo : Jacob Scott
- Dan Hildebrand : Cassio Chavez
- Kate Vernon : Caroline Morrow
- Andy Beckwith : Chester Grimm, directeur de la prison de Sa Majesté
- Douglas Olsson : Zaynak Darbenian
- Tiffany Ariany : Katie Darbenian
- Jill Czarnowski : Technicien du NCIS

- Cet épisode marque la mort de l'ancien directeur du NCIS Tom Morrow.
- Cet épisode s'étend sur plusieurs épisodes du 21 au 24 de cette saison.

### Épisode 22:Sur tous les fronts
- États-Unis /  Canada : 3 mai 2016
- Suisse : 29 septembre 2016 sur RTS Un
- France : 27 janvier 2017 sur M6

- États-Unis : 14,86 millions de téléspectateurs[75]
- Canada : 2,48 millions de téléspectateurs[76] (première diffusion + différé 7 jours)
- France : 3,86 millions de téléspectateurs[77](première diffusion)

- Michelle Obama : elle-même
- Joe Spano : T.C. Fornell, agent senior du FBI (4/6)
- Sandra Nelson : Sandra Nelson
- Benjamin Stockham : Henry Marshall
- Reiko Aylesworth : Anne Marshall
- Adrian Sparks : Hugo Radcliffe
- Pete Gardner : Détective Daniel Swanson
- Zoe Perry : Kristin Fields, officier de police d'Harper's Ferry
- Elijah Mahar : Sergent chef marine David Marshall
- Stephen Oyoung : Capitaine de la Navy Andrew Hubbard
- Paul Holowaty : Officier du MI6
- Juliette Angelo : Emily Fornell

- L'agent Spécial DiNozzo n'apparaît pas dans cet épisode.
- Cet épisode est la suite du précédent.

### Épisode 23:L'Œil du traître
- États-Unis /  Canada : 10 mai 2016
- Suisse : 6 octobre 2016 sur RTS Un
- France : 3 février 2017 sur M6

- États-Unis : 16,04 millions de téléspectateurs[78]
- Canada : 2,51 millions de téléspectateurs[79] (première diffusion + différé 7 jours)
- France : 3,64 millions de téléspectateurs[80](première diffusion)

- Sarah Clarke : Tess Monroe, agent spécial du FBI
- Duane Henry : Clayton Reeves, officier du MI6 (1/2)
- Joe Spano : T.C. Fornell, agent senior du FBI (5/6)
- Juliette Angelo : Emily Fornell
- David Dayan Fisher : Trent Kort (2/2)
- Vince Nappo : Jacob Scott
- Damian O'Hare : Agent spécial du NCIS en retraite Allen Kane
- Mia Barron : Docteur Katrina Griffin
- Adria Tennor : Angela Dresser
- Taja V. Simpson : Misha Rose
- Sandra Nelson : Jessica Terdei
- Kamal Jones : Ambulancier

### Épisode 24:La Famille avant tout
- États-Unis /  Canada : 17 mai 2016[81]
- Suisse : 13 octobre 2016 sur RTS Un
- France : 10 février 2017 sur M6

- États-Unis : 18,01 millions de téléspectateurs[82]
- Canada : 2,65 millions de téléspectateurs[83] (première diffusion + différé 7 jours)
- France : 4,16 millions de téléspectateurs[84](première diffusion)

- Juliette Angelo : Emily Fornell
- Sarah Clarke : Tess Monroe, agent spécial du FBI
- David Dayan Fisher : Trent Kort (2/2)
- Duane Henry : Clayton Reeves, officier du MI6 (2/2)
- Laura San Giacomo : Dr Grace Confalone, psychologue (3/3)
- Joe Spano : Tobias Fornell, agent senior du FBI (6/6)
- Robert Wagner : Anthony DiNozzo Sr. (2/2)
- Emelia et Layla Golfieri : Tali

- Ultime épisode de Tony DiNozzo. On apprend également dans cet épisode la mort de Ziva David et l'existence de la fille de Tony et Ziva, que cette dernière a nommé Tali en hommage à sa défunte sœur.
- Cet épisode est la suite du précédent, il marque la fin de l'intrigue en cours depuis 4 épisodes.

## Cotes d'écoute au Canada anglophone

### Portrait global
- La moyenne de cette saison est d’environ 2,56 millions de téléspectateurs[Note 1].

### Données détaillées
| Numéro épisode | Titre original                | Diffuseur | Date de diffusion originale (2015-2016) | Heure        | Cotes d'écoute (en téléspectateurs) | Classement soirée | Classement semaine |
| -------------- | ----------------------------- | --------- | --------------------------------------- | ------------ | ----------------------------------- | ----------------- | ------------------ |
| 1              | Stop the Bleeding             | Global    | Mardi 22 septembre 2015                 | 20 h HE / HP | 2 695 000                           | 1                 | 2                  |
| 2              | Personnal Day                 | Global    | Mardi 29 septembre 2015                 | 20 h HE / HP | 2 614 000                           | 1                 | 1                  |
| 3              | Incognito                     | Global    | Mardi 6 octobre 2015                    | 20 h HE / HP | 2 069 000                           | 1                 | 2                  |
| 4              | Double Trouble                | Global    | Mardi 13 octobre 2015                   | 20 h HE / HP | 2 523 000                           | 1                 | 1                  |
| 5              | Lockdown                      | Global    | Mardi 20 octobre 2015                   | 20 h HE / HP | 2 664 000                           | 2                 | 3                  |
| 6              | Viral                         | Global    | Mardi 27 octobre 2015                   | 20 h HE / HP | 2 624 000                           | 1                 | 2                  |
| 7              | 16 Years                      | Global    | Mardi 3 novembre 2015                   | 20 h HE / HP | 2 801 000                           | 1                 | 2                  |
| 8              | Saviors                       | Global    | Mardi 10 novembre 2015                  | 20 h HE / HP | 2 596 000                           | 1                 | 2                  |
| 9              | Day In Court                  | Global    | Mardi 17 novembre 2015                  | 20 h HE / HP | 2 624 000                           | 1                 | 2                  |
| 10             | Blood Brothers                | Global    | Mardi 24 novembre 2015                  | 20 h HE / HP | 2 832 000                           | 1                 | 2                  |
| 11             | Spinning The Wheel            | Global    | Mardi 15 décembre 2015                  | 20 h HE / HP | 2 462 000                           | 1                 | 2                  |
| 12             | Sister City (Première partie) | Global    | Mardi 5 janvier 2016                    | 20 h HE / HP | 2 922 000 ,                         | 1                 | 3                  |
| 13             | Déjà Vu                       | Global    | Mardi 19 janvier 2016                   | 20 h HE / HP | 2 475 000                           | 1                 | 2                  |
| 14             | Decompressed                  | Global    | Mardi 9 février 2016                    | 20 h HE / HP | 2 287 000                           | 1                 | 3                  |
| 15             | REACT                         | Global    | Mardi 16 février 2016                   | 20 h HE / HP | 2 388 000                           | 1                 | 4                  |
| 16             | Loose Cannons                 | Global    | Mardi 23 février 2016                   | 20 h HE / HP | 2 360 000                           | 1                 | 4                  |
| 17             | After Hours                   | Global    | Mardi 1er mars 2016                     | 20 h HE / HP | 2 453 000                           | 1                 | 1                  |
| 18             | Scope                         | Global    | Mardi 15 mars 2016                      | 20 h HE / HP | 2 589 000                           | 1                 | 2                  |
| 19             | Reasonable Doubt              | Global    | Mardi 22 mars 2016                      | 20 h HE / HP | 2 391 000                           | 1                 | 3                  |
| 20             | Charade                       | Global    | Mardi 5 avril 2016                      | 20 h HE / HP | 2 473 000                           | 1                 | 2                  |
| 21             | Return To Sender              | Global    | Mardi 19 avril 2016                     | 20 h HE / HP | 2 477 000                           | 1                 | 2                  |
| 22             | Homefront                     | Global    | Mardi 3 mai 2016                        | 20 h HE / HP | 2 476 000                           | 1                 | 2                  |
| 23             | Dead Letter                   | Global    | Mardi 10 mai 2016                       | 20 h HE / HP | 2 515 000                           | 1                 | 2                  |
| 24             | Family First                  | Global    | Mardi 17 mai 2016                       | 20 h HE / HP | 2 654 000                           | 1                 | 1                  |